# Дорофеева, Валентина Александровна
Валентина Александровна Дорофеева (24 июля 1937 — 3 августа 2018) — передовик советской нефтяной промышленности, старший оператор подготовки нефти Тихоновского товарного парка цеха комплексной подготовки и перекачки нефти № 1 нефтегазодобывающего управления «Альметьевнефть» Министерства нефтяной промышленности СССР, город Альметьевск Татарской АССР, полный кавалер ордена Трудовой Славы (1986).

## Биография
Родилась в 1937 году в селе Новое Кудрино Бугурусланского района Оренбургской области. Перед самым началом Великой Отечественной войны потеряла мать. Отец ушёл на фронт и в 1942 году погиб. Валентина и её сестрёнка остались сиротами. Их взяла на попечение родная сестра отца, у которой и своих было трое детей.
Окончив обучение в школе, поступила в нефтяной техникум в городе Бугуруслане. В 1956 завершил обучение в нём. 1 августа 1956 года была трудоустроена оператором добычи нефти на нефтепромысел №1 "Альметьевнефть". Здесь она проработала 31 год и вышла на пенсию. В 1963 году возглавила звено операторов на Тихоновском товарном парке. Вступила в члены КПСС.
С 1976 по 1984 годы секретарь партийной организации Цеха комплексной подготовки и перекачки нефти №1 НГДУ "Альметьевнефть".   
Указом Президиума Верховного Совета СССР от 21 апреля 1975 года была награждена орденом Трудовой Славы III степени. 
Указом Президиума Верховного Совета СССР от 2 марта 1981 года была награждена орденом Трудовой Славы II степени. 
Указом Президиума Верховного Совета СССР от 29 апреля 1986 года за успехи, достигнутые при выполнении плана и социалистических обязательств по увеличению продукции нефтяной промышленности была награждена орденом Трудовой Славы I степени. Стала полным кавалером Ордена Трудовой Славы.
В 1987 году вышла на заслуженный отдых. 
Проживала в городе Альметьевск. Умерла 3 августа 2018 года. 

## Награды и звания
- Орден Трудовой Славы I степени (29.04.1986);
- Орден Трудовой Славы II степени (02.03.1981);
- Орден Трудовой Славы III степени (21.04.1975);
- нагрудный знак "Отличник нефтяной промышленности"
- Ударник Х пятилетки;
- Почётный нефтяник ОАО "Татнефть" (2012).

## Память
- На Аллее Героев в городе Альметьевске Дорофеевой Валентине Александровне установлен бюст.